# کلر ون در بوم
کلر ون در بوم (انگلیسی: Claire van der Boom؛ زادهٔ ۱۹۸۳) یک بازیگر اهل استرالیا است.
از فیلم‌ها یا برنامه‌های تلویزیونی که وی در آن نقش داشته‌است می‌توان به عشاق، مربع، النور عزیز، صاعقه سیاه و طبقه پنجم اشاره کرد.